# Where Have All the Good Times Gone
«Where Have All the Good Times Gone» es una canción interpretada por The Kinks. Fue publicada a mediados de noviembre de 1965 como lado B del sencillo «Till the End of the Day».

## Otras versiones
- El músico británico David Bowie lanzó una versión de la canción en su séptimo álbum de estudio, Pin Ups (1973).[3]
- La banda estadounidense Van Halen lanzó una versión de la canción en su quinto álbum de estudio, Diver Down (1982).[4]

## Posicionamiento

### Versión de Van Halen
| Gráfica (1982)                                     | Pico de posición |
| -------------------------------------------------- | ---------------- |
| Estados Unidos (Billboard Mainstream Rock Airplay) | 17               |